# 晏江县 (1933年)
晏江县，中国旧县名。
川陕苏区设。1933年由仪陇县东北部析置，治所在恩阳（今四川省巴中市恩阳镇）。县因以为名。1935年春，中国工农红军北上后撤销。